# Ichneumon purpuripennis
Ichneumon purpuripennis là một loài tò vò trong họ Ichneumonidae.